# Saida Hagi-Dirie Herzi
Saida Hagi-Dirie Herzi, née vers 1950 à Mogadiscio, est une écrivaine féministe somalienne. Ses nouvelles en anglais, qui utilisent des récits semi-autobiographiques et des allégories à peine voilées pour discuter de problèmes sociaux dans sa Somalie natale, ont été largement anthologisées.

## Jeunesse et éducation
Saida Hagi-Dirie Herzi naît à Mogadiscio, en Somalie, dans les années 1950,.
Enfant, elle subit des mutilations génitales féminines. La pratique est quasi universelle en Somalie mais a été largement critiquée au niveau international. Herzi revisite plus tard de manière critique cette expérience dans son écriture,,.
Herzi fréquente l'université du roi Abdulaziz de Djeddah, en Arabie saoudite, où elle obtient un baccalauréat en littérature anglaise. Elle obtient ensuite une maîtrise de l'université américaine au Caire.

## Écriture
Herzi est l'un des premiers écrivains somaliens à produire de la fiction en anglais. Son travail traite des problèmes sociopolitiques somaliens à travers une lentille féministe, plaidant pour les droits des femmes et contre les mutilations génitales féminines et la corruption gouvernementale,.
Son premier article, Against the Pleasure Principle, est initialement publié en 1990 dans le journal de Index on Censorship, car on craint que la représentation brutale des mutilations génitales féminines dans l'histoire ne soit censurée. L'histoire contient des éléments d'autobiographie, car Herzi elle-même a été soumise à cette procédure,. Against the Pleasure Principle est ensuite anthologisé ailleurs, notamment dans l'anthologie Daughters of Africa en 1992.
En 1992, l'histoire de Herzi, Government by Magic Spell, est incluse dans The Heinemann Book of Contemporary African Short Stories. Il est ensuite choisi pour être diffusé dans le cadre de la série Human Cradle de BBC Radio en 2012. Government by Magic Spell, qui critique la politique corrompue, est considéré comme une allégorie à peine voilée de la réalité somalienne de l'époque,.
Ses autres histoires incluent The Barren Stick, publié pour la première fois en 2002.
Herzi a également enseigné l'anglais à l'université King Abdulaziz. Elle ne vit plus à plein temps en Somalie, partageant son temps entre plusieurs pays, dont le Royaume-Uni, les États-Unis et le Kenya,,.